# Camp d'esports de Valldoreix
El Camp d'esports de Valldoreix és una instal·lació esportiva que es va crear l'any 1933 i forma part d'una sèrie de millores socials que es van iniciar aquests anys.
L'Associació de Propietaris de Valldoreix va buscar la manera de tenir un camp poliesportiu. Gassó Oliver, propietari de Can Monmany va adequar uns terrenys de la seva propietat situats sota la Masia de Mas Roig. Les obres van començar el mes de juliol de 1933. S'hi va fer la piscina i la pista de tenis, projectades per l'arquitecte Jordi Tell, expressió d'un anhel d'arquitectura social, moderna i europea, pròpia dels primers anys de la República. També s'hi va construir el camp de futbol.
El Camp d'Esports es va inaugurar oficialment l'agost del mateix any, amb la benedicció del rector de Valldoreix, Josep Castellà. Al final del mes d'agost d'aquell any l'activitat al Camp d'Esports havia estat tot un èxit, per manca de llocs on banyar-se, fins i tot, moltes famílies de poblacions properes s'hi arribaren. La primera temporada del Camps d'Esports va tenir molta acceptació. La plena activitat continuà en temporades posteriors.